# Померанцев, Константин Иннокентьевич
Константи́н Инноке́нтьевич Помера́нцев (13 [30] марта 1884, Красноярск — 21 мая 1945, Курск) — русский и советский живописец, скульптор, архитектор.

## Биография

### До революции
Померанцев происходил из семьи чиновника. В 1893—1897 годах он проходил обучение в Красноярской мужской гимназии. В 1900 семья Померанцева переехала в Верхоленский уезд Иркутской губернии, но после смерти отца, наступившей в 1906 году, вся многодетная семья переехала в Иркутск, где Померанцев, начиная с 1902 года, обучался в Иркутском горном училище, которое закончил в 1907 году. В 1906—1907 годах он проходил обучение в классах рисования и живописи А. Ф. Лытнева, а в 1908—1910 годах Померанцев обучался в Москве живописи в художественном училище Ф. И. Рерберга и в то же самое время он брал уроки скульптуры у А. С. Голубкиной.
В 1910 году Померанцев вернулся в Иркутск и поступил на службу в Контроле Забайкальской железной дороги в должности помощника контролёра, в которой он оставался вплоть до 1920 года. Померанцев стал создателем (в 1910 году) и руководителем Иркутского общества художников, которое он возглавлял до 1923 года (когда общество было реорганизовано).
Уже в первый свой период проживания в Иркутске Померанцев стал одним из заметных деятелей художественной жизни города (принимал участие в Первой передвижной художественной выставки для Сибири в 1903 году), а по возвращении из Москвы он участвовал в художественных выставках в музее Восточно-Сибирского отдела Императорского русского географического общества (во 2-й (1910), 3-й (1911), 4-й (1912), 5-й (1913) и 6-й (1914)), а также в 1-й (1915), 2-й (1916) и 3-й (1917) выставках Иркутского общества художников, выставке картин сибирских художников в Иркутске в 1912 году, выставке Приамурского края, посвящённой 300-летию царствования дома Романовых, состоявшейся в Хабаровске в 1913 году, где был удостоен похвального листа, а также принял участие в VI и VIII периодических выставках Томского общества любителей художеств в декабре 1913 года — январе 1914 года и в декабре 1915 года — январе 1916 года, в благотворительной картинной выставке в Иркутске в 1915 году, Первой сибирской передвижной выставке живописи и скульптуры (1916 год) и Второй художественной выставке (1917 год) в Красноярске, художественной выставке, устроенной Томскими рисовальными классами в 1917 году и в ряде других.
В 1914—1916 годах Померанцев иллюстрировал выпускавшиеся в Иркутске издателем М. Е. Стожем железнодорожные «Спутники», а также издания книгоиздательства «Ирисы» и некоторые иркутские журналы («Иркутская незабудка», «Маленький железнодорожник» и, вероятно, другие).

### Послереволюционный период
В 1920—1925 работал сначала 2-м, затем 1-м хранителем художественно-исторического отделения (картинной галереи) областного музея. Преподавал в художественной студии при Политотделе 5-й Армии (1920—1922). В 1920—1923 годах возглавлял Иркутское общество художников, пока в 1923 году оно не было ликвидировано в результате реорганизации творческих объединений в единый союз. В январе 1920, после победы над Белой Армией, Померанцев возглавил коллектив художников по оформлению города к торжественной встрече частей 5-й Армии, которая состоялась 10 марта 1920.
21 февраля 1920 иркутским революционным комитетом была национализирована картинная галерея городского головы Иркутска В. П. Сукачёва. Померанцев произвёл приём и опись всех произведений, и до своего отъезда в Монголию в 1926 году был главным хранителем этой галереи.
Померанцев принимал участие в выставках: весенней и осенней выставках Иркутского общества художников (ИОХ) в 1919 году, весенних выставках ИОХ в 1920 и 1922 годах, краеведческой выставке в 1925 году, групповой выставке иркутских художников в 1925 году, Первой Всесибирской художественной выставке в 1927 году. В 1923 Померанцев устроил в Иркутске персональную выставку.
В 1925 Померанцев оформил в китайском стиле фасад и интерьер магазина «Чаеуправления» (на углу улиц Урицкого и Карла Маркса, оформление было уничтожено в 1967 году). В архитектурном оформлении этого сооружения большое участие принимала супруга Померанцева В. И. Шаршун.

### Монгольский период

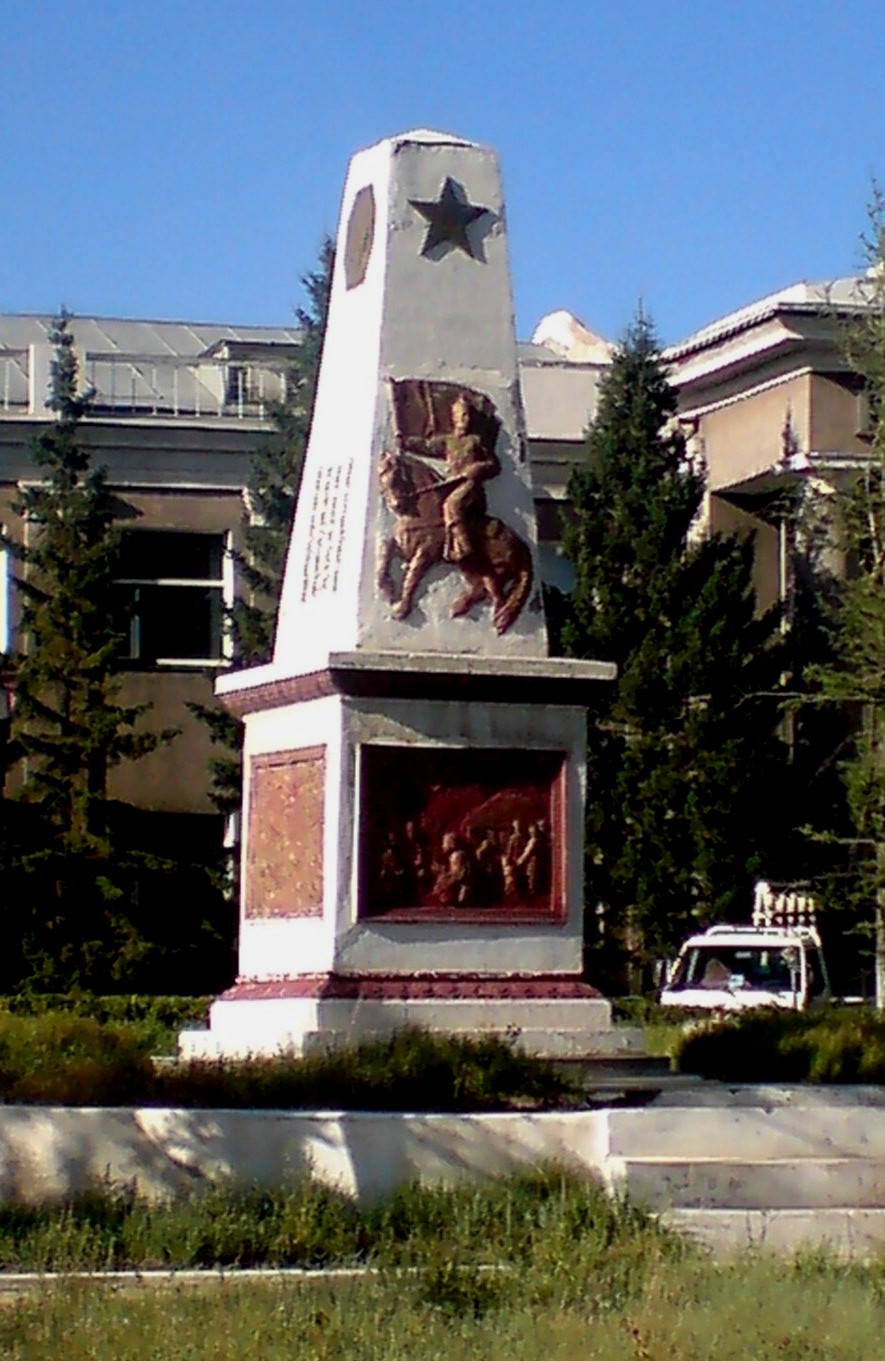
Первый памятник Сухэ-Батору работы Померанцева, ныне располагающийся у минобороны Монголии

В 1926 Померанцев был приглашён монгольским правительством в Улан-Батор для художественного оформления монгольской столицы, в частности для создания памятника Сухэ–Батору, который был установлен на центральной площади Улан-Батора в 1930 году, а также создания музея Монгольской революции.
В это же время в Монголии находился Н. Рерих с которым у Померанцева сложились дружеские отношения. На главной площади Улан-Батора строилось здание так называемого «Народного дома» (Нардома), в нём проходили сессии парламента Монголии (хуралы) и ставили первые спектакли. Монгольским правительством было сделано предложило Н. К. Рериху расписать первый занавес для него, однако тот порекомендовал на эту работу Померанцева, картины которого он ценил. Померанцев изобразил на занавесе уличного музыканта Ёндон-хурчи с национальным инструментом моринхуром.
Померанцев был художником-оформителем спектаклей театральной студии Народного дома и спектаклей образованного в 1931 Государственного центрального народного театра Монголии. Он также преподавал рисование в школах Улан-Батора, организовал и вёл художественную студию, его учениками были известные в будущем монгольские художники Л. Гава, О. Цэвэгжав и другие. Вместе со своей женой, художницей и скульптором Верой Ивановной Шаршун, устроил несколько выставок своих работ (1928, 1934, 1937, 1938, 1939 и др.).
Померанцев много путешествовал по Монголии, делал зарисовки, принимал деятельное участие в просветительской работе среди населения, устраивал выставки. Он изучил монгольский язык и читал лекции по искусству. Померанцев принимал участие в археологических экспедициях. В Монголии им был собран богатый материал по истории страны, а на основании археологических данных написаны картины «Угеде» («Сын Чингисхана»), «В Каракоруме» и «Каменная черепаха» («Уйгуры») (1937). Быту и старинным обычаям монгольского народа посвящены его картины «Перерожденец» и «Там, где хоронят».
В историко-революционной тематике были созданы картины «Сухэ-Батор перед партизанами» и «Изгнание интервентов». В тематике общественно-политической были написаны картины «Украшение к Октябрю», «Кооператив в уезде», «Строительство комбината», «Парад», «Школьники». В столице Монголии Померанцев помимо скульптурного памятника Сухэ-Батору создал большой скульптурный барельеф для фасада здания Дворца культуры имени Ленина в Улан-Баторе. Произведения Померанцева и его жены В. И. Шаршун, созданные в период работы в Монголии, были представлены на выставке, которая состоялась сначала в Монголии (1939), а затем в Иркутске (1940).
В общей сложности Померанцев прожил в Монголии 13 лет. Более 350 картин, этюдов, рисунков, набросков Померанцева хранятся в Монгольском театральном музее (в городе Улан-Батор).
В Улан-Баторе родилась дочь Померанцева и В. И. Шаршун Зоя (1934 год).

### 1939—1945 годы
Осенью 1939 вернулся в Иркутск, в том же году принял участие в областной выставке иркутских художников, посвященной двадцатилетию освобождения Сибири от войск Колчака. В феврале — марте 1940 года в художественном музее состоялась выставка произведений Померанцева (совместно с его женой В. И. Шаршун), созданных за период их работы в Монголии.
В 1940—1944 годах Померанцев жил в селе Палех Ивановской области, где он был директором Палехского музея и одновременно преподавателем Палехского художественного училища. В этот период Померанцев писал статьи, относящиеся к тематической области культуры и искусства, в местной газете «Трибуна Палеха». Померанцев с 1941 года был членом Ивановского отделения Союза советских художников, участвовал в областных выставках в городе Иваново.
В 1944 году Померанцев переехал в Курск, где участвовал в курской областной выставке художников (в 1945 году).

## Галерея

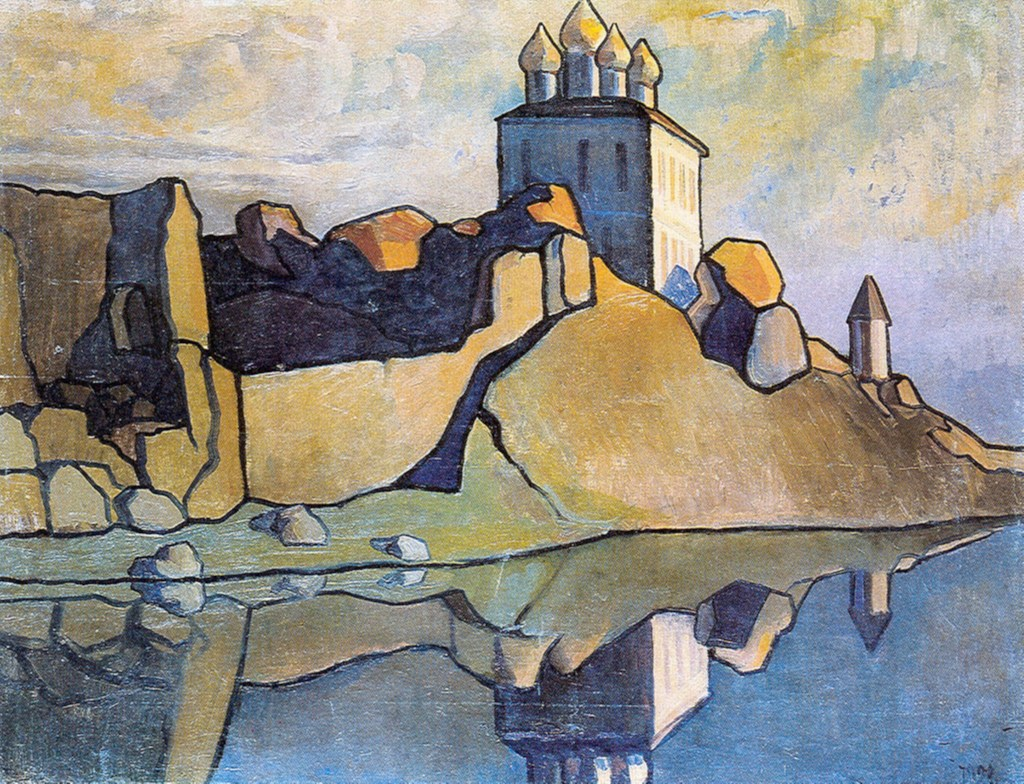
Псков. Руины. 1921
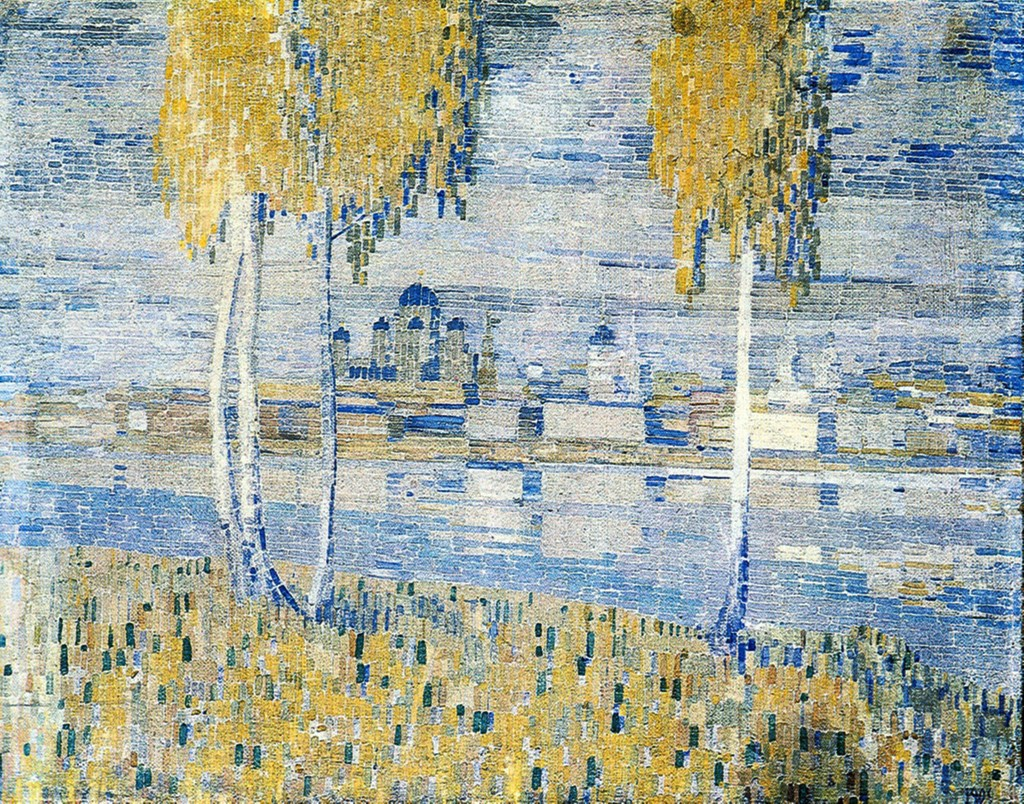
Иркутский кремль, 1923
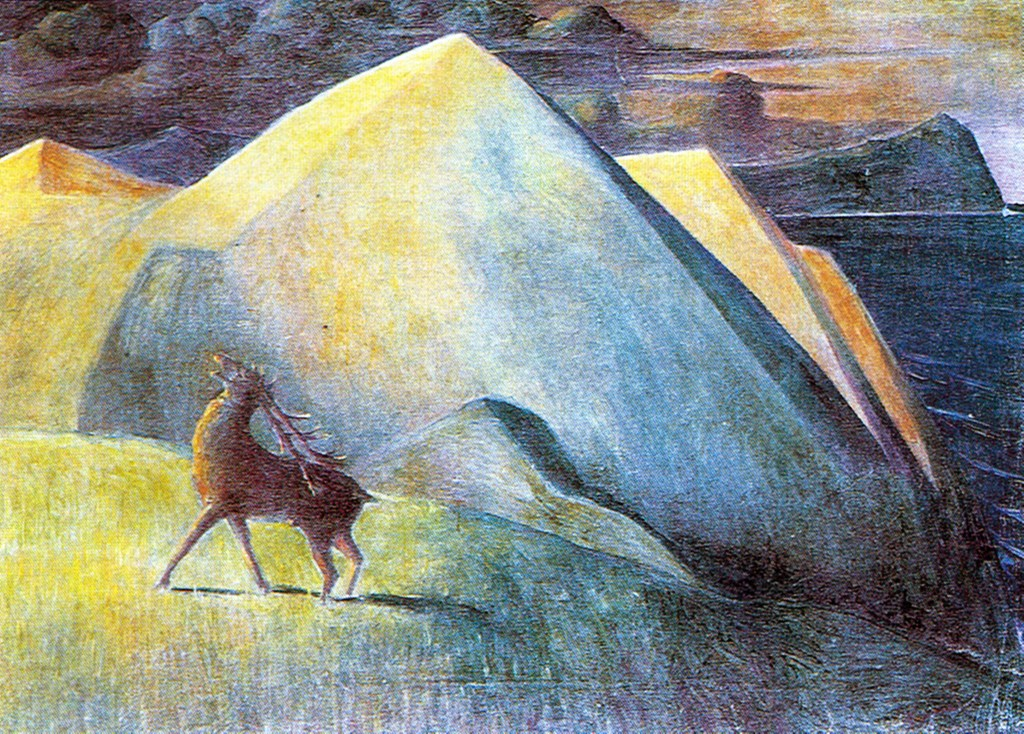
Легенда Байкала, 1924
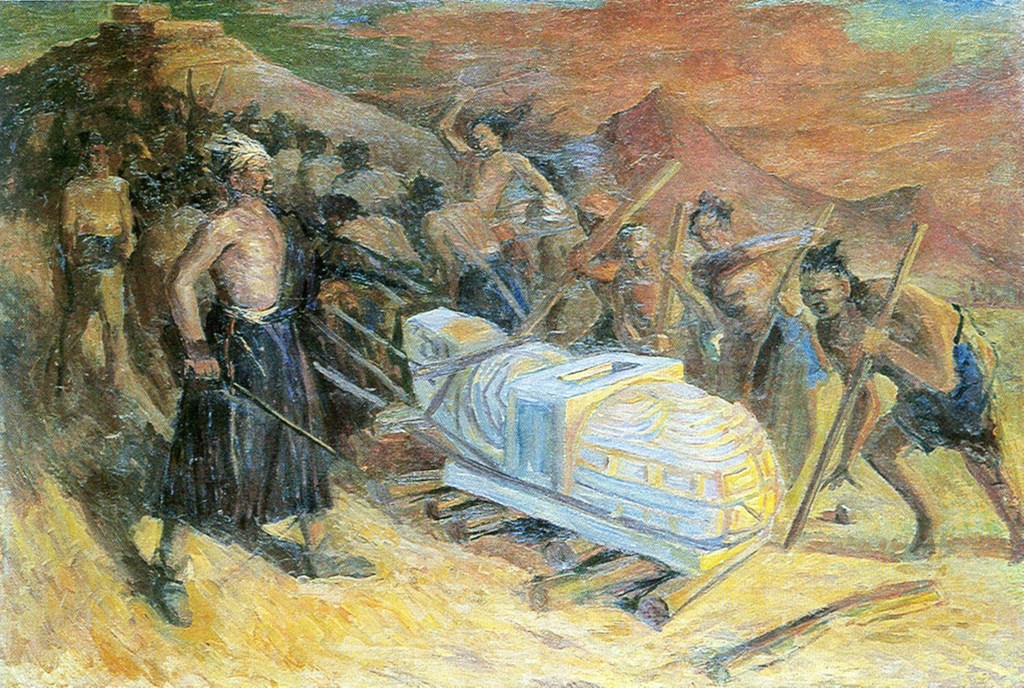
Каменная черепаха (Уйгуры VIIIв.), 1937

## Личная жизнь
Померанцев был женат на художнике и скульпторе Вере Ивановне Шаршун (1899, Бугуруслан — 1978, Москва), сестре Сергея Шаршуна — русского писателя и художника.
Имел дочь Зою (в замужестве Виницкую; 1934, Улан-Батор — 1992, Москва).